# Serra de Sant Amand
La Serra de Sant Amand és una serra situada al municipi d'Ogassa a la comarca del Ripollès, amb una elevació màxima de 1.851,4 metres, al Puig de Sant Amand.